# Čertova svadba
Čertova svadba (1463 m) – szczyt w Niżnych Tatrach na Słowacji. Wznosi się w ich zachodniej części, w tzw. Kráľovohoľskich Tatrach, zaraz nad przełęczą Czertowica (Čertovica, 1238 m) oddzielająca go od Ďumbierskich Tatr. Nazwa szczytu w tłumaczeniu na język polski oznacza czarcie wesele.
Čertova svadba wznosi się w głównym grzbiecie Niżnych Tatr między Czertowicą i bezimiennym szczytem 1428 m. Jest zwornikiem; w kierunku południowo-zachodnim odbiega od niej długi boczny grzbiet tworzący lewe zbocza doliny Štiavnička. Čertova svadba wznosi się nad trzema dolinami; Bocianska dolina, Široká dolina i Krškova dolina.
Čertova svadba zbudowana jest ze skał krystalicznych. Jest porośnięta lasem, bezleśny jest jedynie grzbiet opadający do przełęczy Czertowica. Znajduje się na nim narciarski tor zjazdowy ośrodka narciarskiego Čertovica oraz przekaźnik radiowokomunikacyjny. Wyciąg narciarski dla tej trasy znajduje się na opadających do Bocianskej doliny północnych stokach Čertovej svadby.

## Turystyka
Przez szczyt nie prowadzi żaden szlak turystyczny, ale południowo-zachodnie i południowo-wschodnie zbocza trawersuje główny graniowy szlak Niżnych Tatr – Cesta hrdinov SNP biegnący aż do Telgártu i dalej. Na przełęczy Sedlo za Lenivou krzyżuje się on ze szlakiem zielonym, co daje możliwość kontynuowania wędrówki także nad doliną Štiavnička. 
  Čertovica – Čertova svadba – Sedlo za Lenivou. Odległość 2 km, suma podejść 140 m, czas przejścia 35 min (z powrotem 20 min).